# حرف إضافة
حروف الإضافة حروف معان تفيد نسبة الكلمة إلى الكلمة.
وتسمى حروف الإضافة في العربية حروف الجر.